# Brams
 (septembre 2011).
Si vous disposez d'ouvrages ou d'articles de référence ou si vous connaissez des sites web de qualité traitant du thème abordé ici, merci de compléter l'article en donnant les références utiles à sa vérifiabilité et en les liant à la section « Notes et références ».
Ne doit pas être confondu avec Bram's ou Brahms.
Brams est un groupe de musiciens de rock catalans actif de 1990 à 2005 et depuis 2010.

## Discographie
- Amb el Rock a la Faixa (1992)
- Ni un Pas Enrera (1993)
- La Diplomàcia de la Rebel·lia (1994)
- Cal Seguir Lluitant (1995)
- Al Liceu (1997) (en concert)
- Nena de Nicaragua (1998)
- Tot és Possible (1999)
- Aldea Global Thematic Park (2001)
- Energia (2003)
- Sempre més (2005) (Direct)
- Oferta de diàleg (2011)
- Anem Tancant les Portes a la Por (2014)